# Țăndărei
Țăndărei là một thị xã thuộc hạt Ialomița, România. Dân số thời điểm năm 2002 là 12515 người.